# Église Saint-Jean l'Évangéliste de Bertren
 (février 2024).
Si vous disposez d'ouvrages ou d'articles de référence ou si vous connaissez des sites web de qualité traitant du thème abordé ici, merci de compléter l'article en donnant les références utiles à sa vérifiabilité et en les liant à la section « Notes et références ».
L'église Saint-Jean l'Évangéliste de Bertren est une église catholique située à Bertren, dans le département français des Hautes-Pyrénées en France.

## Présentation
L'église Saint-Jean l'Évangéliste renferme divers objets portés par Mgr Prosper-Marie Billère alors évêque de Tarbes et Lourdes.

## Description

### Extérieur
Au sommet du clocher, une statue de Notre-Dame de Lourdes avec un paratonnerre pour la protéger.
Sous le porche de l'église, on peut voir une plaque souvenir de Mgr Prosper-Marie Billère.
Au-dessus de l'entrée du porche de l'église, le blason de Mgr Prosper-Marie Billère

### Intérieur

#### Lanef
- Une magnifique chaire en marbre blanc, sur les panneaux de la chaire sont sculptés les Quatre Évangélistes.
- Un chemin de croix sculpté en bois.
- Un petit autel tabernacle et une belle cuve baptismale sculptée de fleurs et de feuilles en marbre blanc.

#### Lechœur
Trois scènes dédiées à saint Jean l'Évangéliste ont été peintes sur l'abside :
- À gauche, la représentation de saint Jean l'Évangéliste écrivant son Évangile avec son symbole l'aigle.
- Au centre, derrière l'autel, une peinture représentant la Cène avec saint Jean l'Évangéliste posant la tête sur la poitrine de Jésus-Christ.
- À droite, la peinture représente la communion de Marie avec saint Jean l'Évangéliste.

En haut du chœur est représentée la crucifixion de Jésus avec une statue du Christ en croix et des statues de Marie et saint Jean l'Évangéliste, en arrière-plan on peut voir le paysage du mont du Golgotha.

##### Les maîtres-autels
L'ensemble ancien maître-autel, tabernacle et ciborium
Il était utilisé avant le concile Vatican II, lorsque le prêtre célébrait la messe dos aux fidèles.
Au centre, le maître-autel et le tabernacle avec un ciborium sont en plâtre ornés de dorure, sur les panneaux latéraux du tabernacle sont représentées des scènes de la vie de Marie.
Le nouveau maître-autel
Le nouveau est en bois, il est recouvert d'un voile.
Il a été mis en place après le concile Vatican II, ainsi le prêtre célèbre la messe face aux fidèles.

#### Chapelle de la Vierge Marie
L'autel et le tabernacle sont en plâtre, dessus sont sculptés des décors de fleurs, sur le tabernacle sont sculptées deux scènes représentant l'Annonciation et la Nativité. Dessus l'autel une statue de l'Immaculée Conception.
Sur l'autel est gravé en lettre dorée le monogramme Marial composé des lettres A et M entrelacées, initiales de l’Ave Maria.
Au-dessus du tabernacle une statue de la Vierge couronnée à l'Enfant.

#### Chapelle Saint-Joseph
L'autel et le tabernacle sont en plâtre, sur le dessus sont sculptés des décors de fleurs, sur le tabernacle sont sculptées deux scènes représentant la Sainte Famille et la mort de saint Joseph. Au-dessus de l'autel est posée une statue du Sacré-Cœur de Jésus.
Sur l'autel est gravé avec des fleurs et feuilles dorées le monogramme du Sacré-Cœur.
Au-dessus du tabernacle une statue de saint Joseph.
Devant l'autel une statue de saint Jean le Baptiste, à gauche de l'autel une statue du Sacré-Cœur de Jésus.
Une belle sculpture en plâtre de la révélation du Sacré-cœur de Jésus à sainte Marguerite-Marie Alacoque, Marie montre son Cœur Immaculée de la main gauche, avec la main droite Marie désigne le Christ Roi montrant son Sacré-Cœur à un évêque, un servant d'autel et à sainte Marguerite-Marie Alacoque.

## Galerie

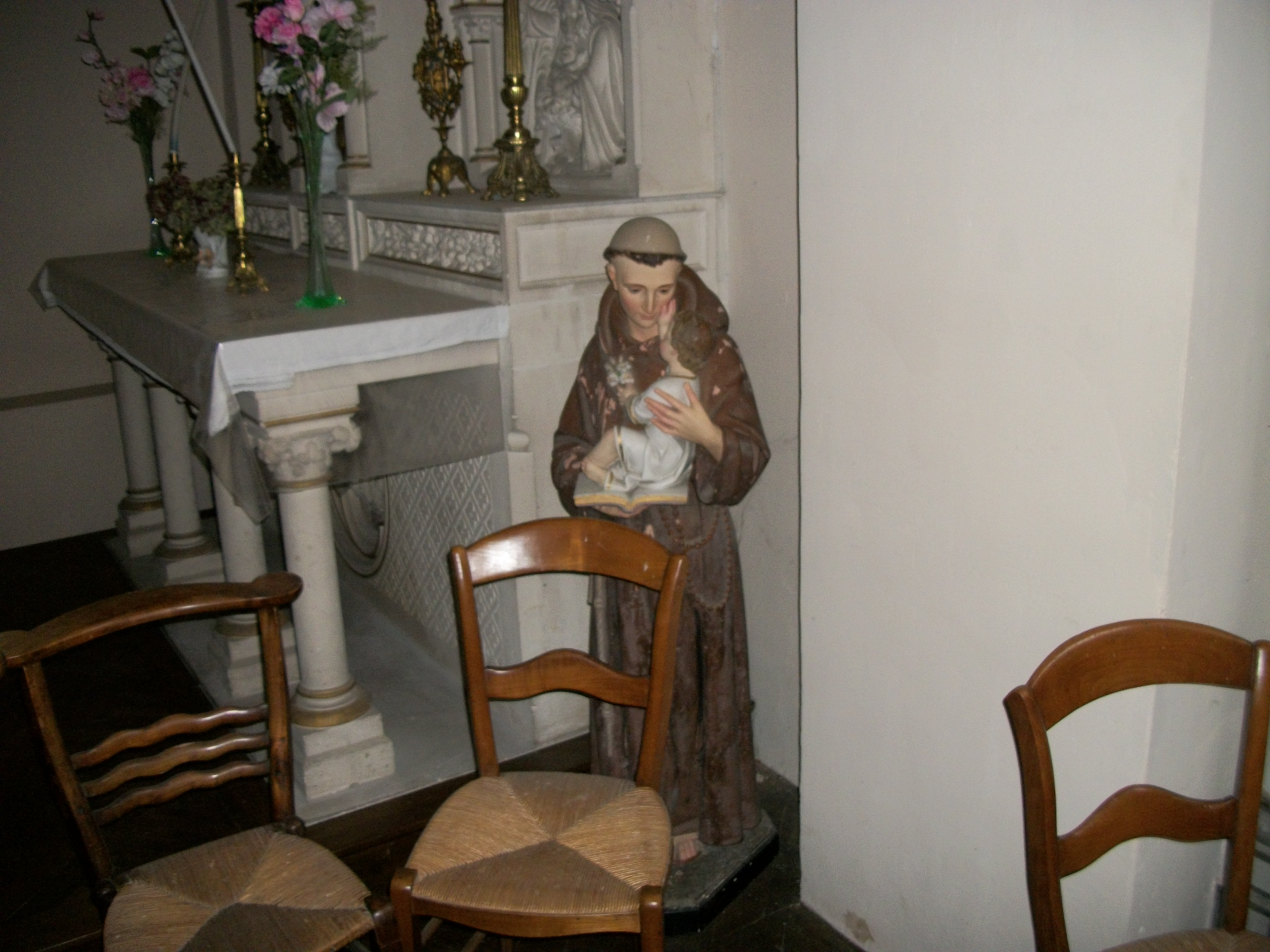
Statue de saint Antoine de Padoue.
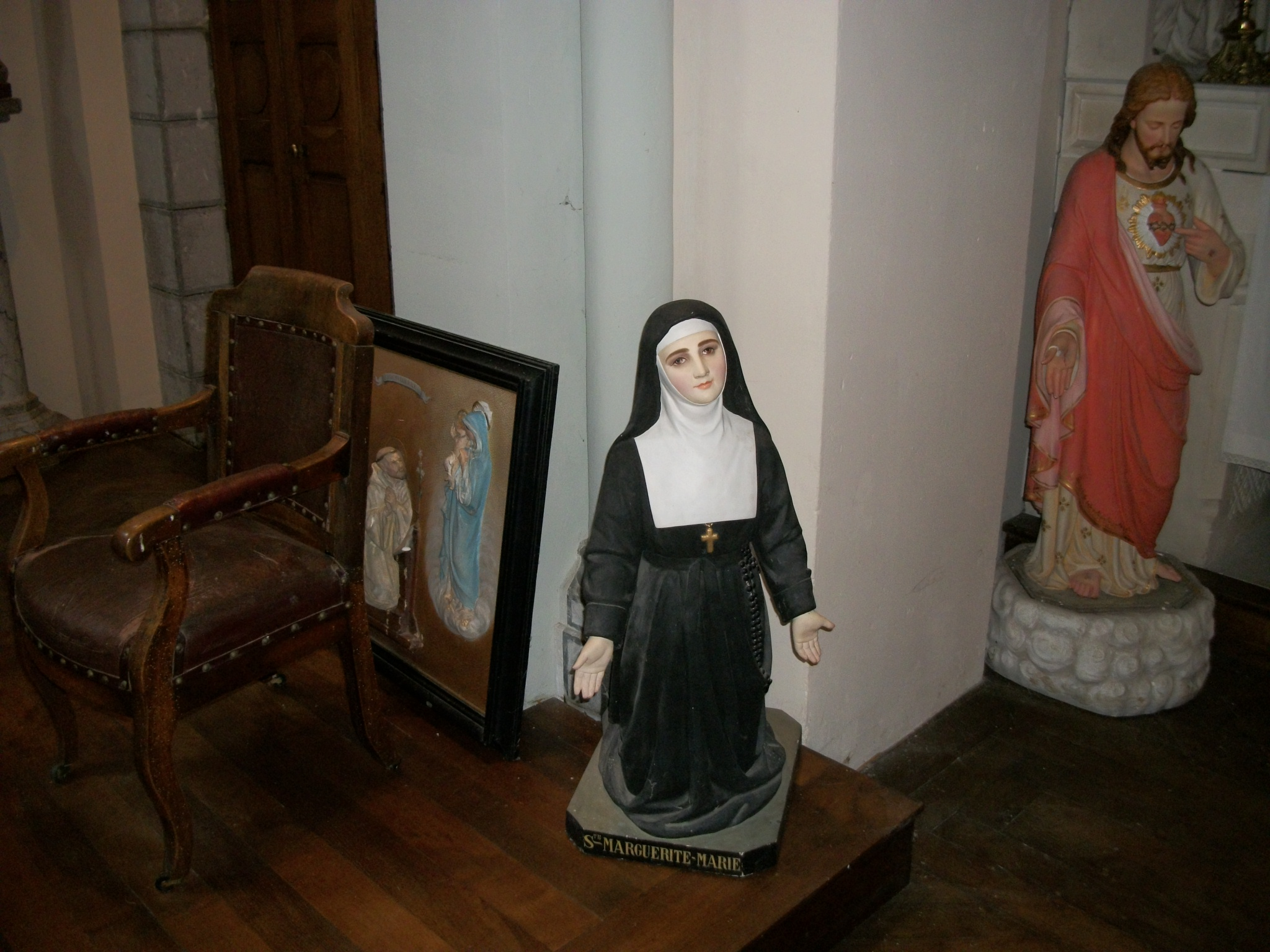
Statue de sainte Marguerite-Marie Alacoque, à droite une statue du Sacré-Cœur de Jésus.
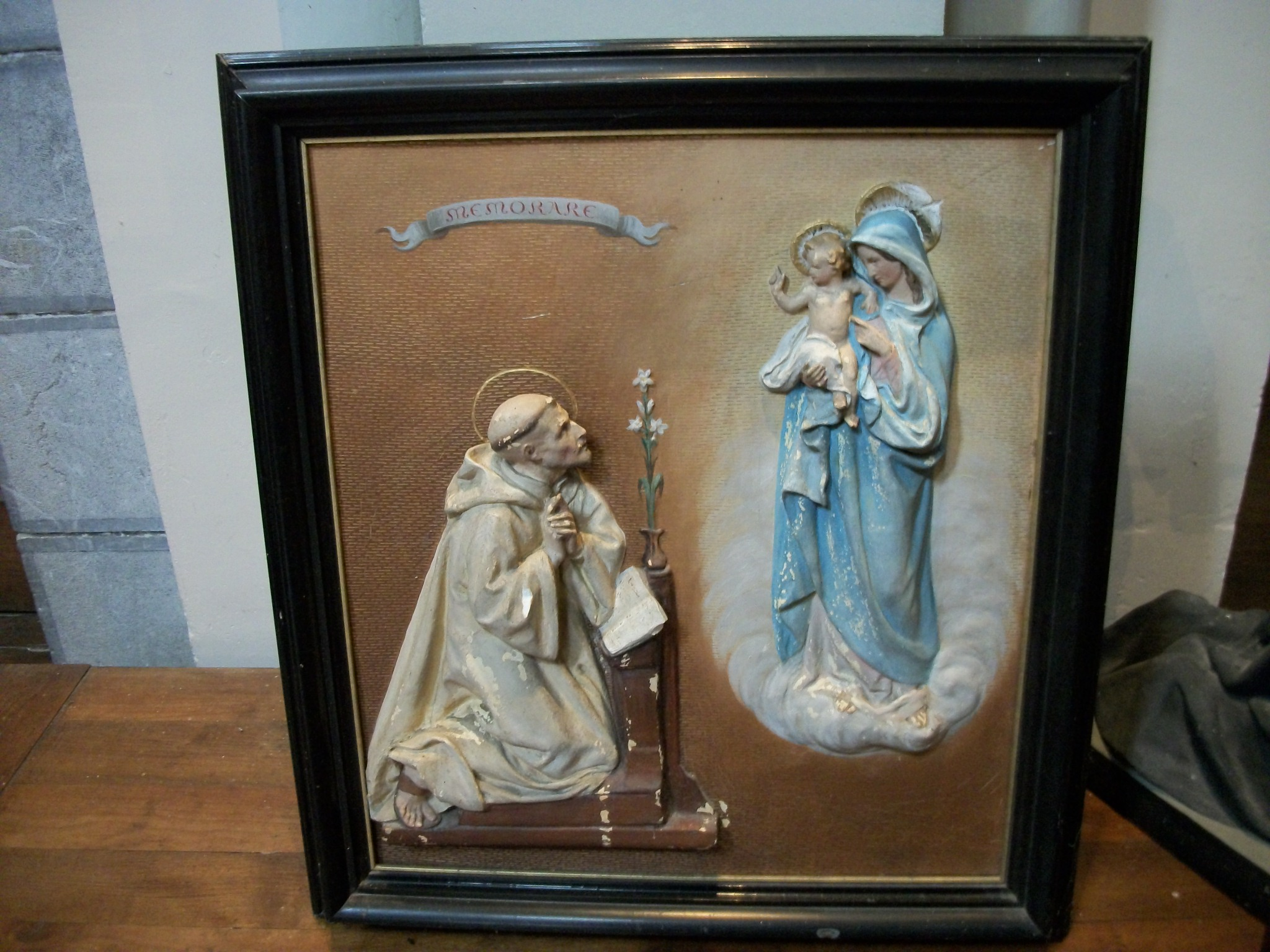
Tableau représentant la dévotion de saint Dominique à la Vierge Marie et l'enfant Jésus.
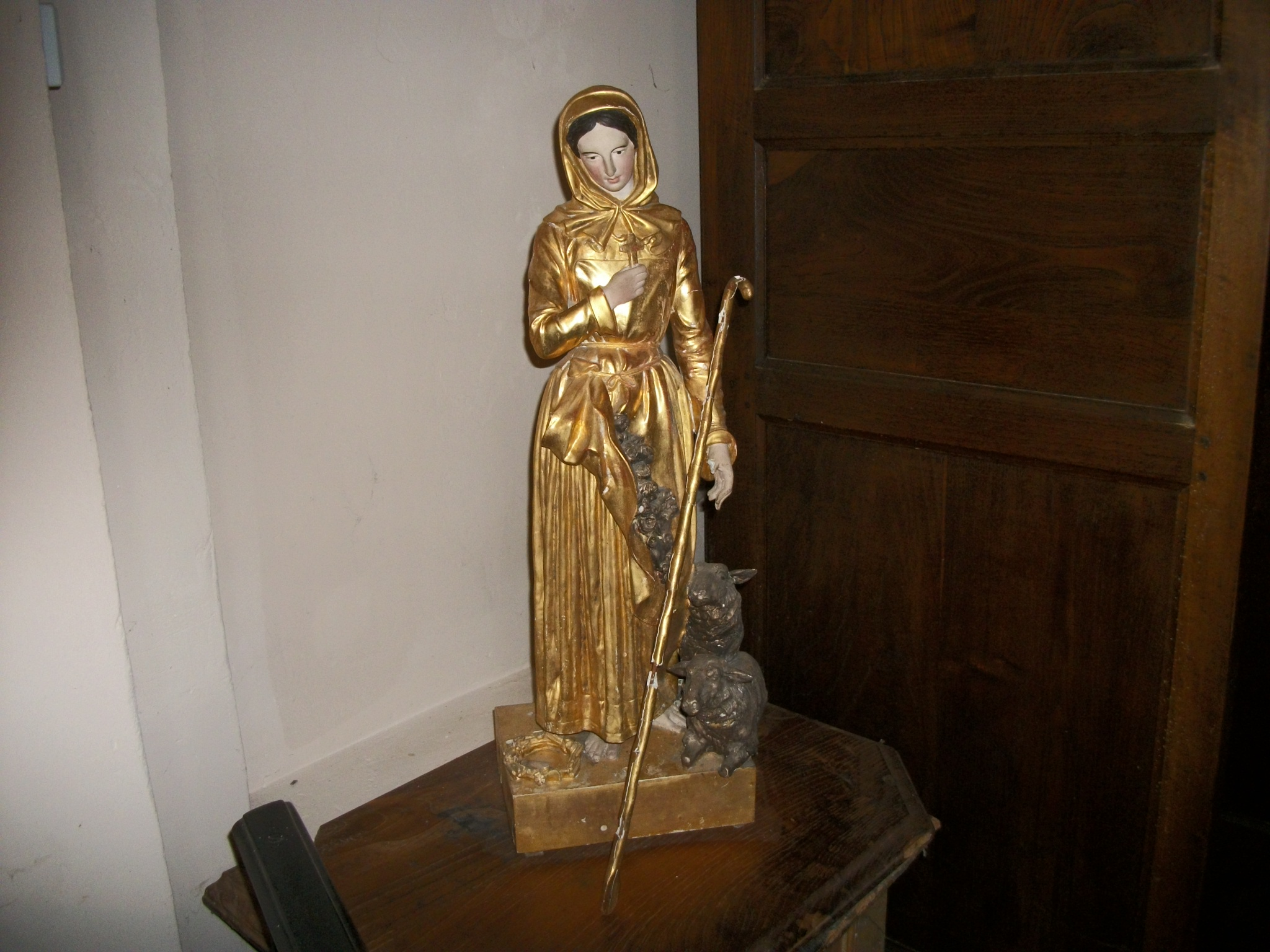
Statue de sainte Germaine de Pibrac.
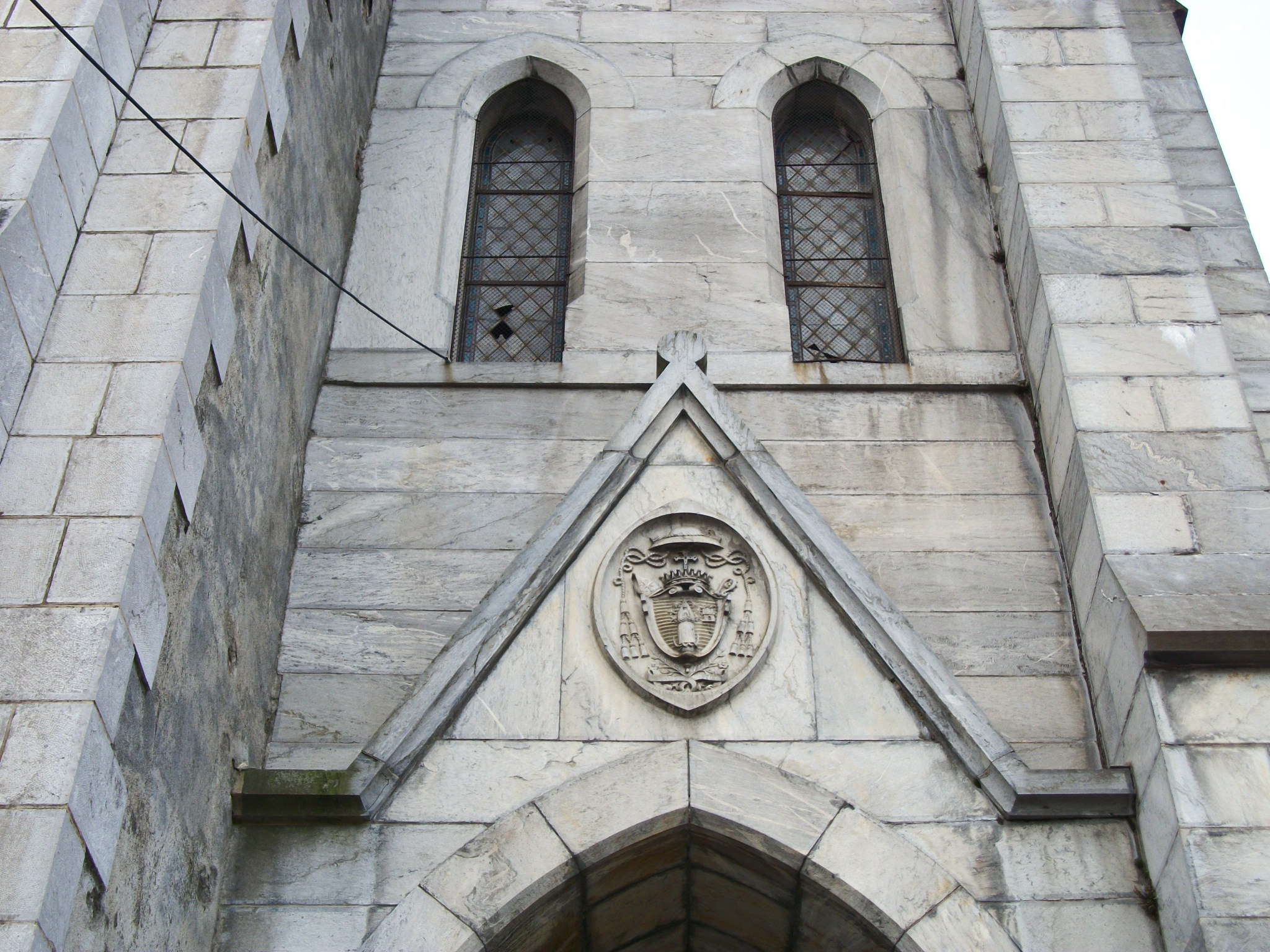
Au-dessus de l'entrée du porche, le blason de Mgr Prosper-Marie Billère.